# بخش کوکا، شیگا

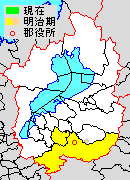
بخش کوکا با رنگ زرد مشخص شده‌است

بخش کوکا، شیگا ((به ژاپنی: 甲賀郡 Kōka-gun)) یک بخش در استان شیگا در ژاپن بود. در سال ۲۰۰۳ جمعیت این بخش ۱۴۷٬۹۲۸ نفر و تراکم جمعیت ۲۶۷٫۹۰ نفر در هر کیلومتر مربع بود. مساحت کل این بخش ۵۵۲٫۱۸ بود. قبل از سال ۲۰۰۴ این بخش به هفت قسمت تقسیم شده بود.